# كامبوس (جزر البليار)
بلدية كامبوس (بالإسبانية: Campos) هي بلدية تقع في منطقة جزر البليار شرق إسبانيا.

## الديموغرافيا
بلغ عدد سكان بلدية كامبوس 9.862 نسمة عام 2011 (وفقاً للمعهد الوطني للإحصاء الإسباني).
| 6.735 | 7.040 | 7.330 | 8.122 | 8.759 | 9.601 | 9.862 |